# Manuel Holòbol
Manuel Holòbol (en llatí Manuel Holobolus, en grec Μανουήλ Ὁλόβωλος) fou un escriptor Imperi Romà d'Orient del segle xiii.
Era un religiós que estudiava quan va pujar al tron Miquel VIII Paleòleg. L'emperador el va fer mutilar vers el 1262, per haver criticat el tractament (el va cegar i el va enviar a l'exili) que havia donat a Joan IV Ducas Làscaris, i li va fer tallar el nas i els llavis, confinant-lo al monestir del Precursor (τοῦ προδρόμου), on va seguir els estudis amb tant d'èxit que el patriarca Germà III de Constantinoble (1267) el va nomenar mestre de l'escola dels joves eclesiàstics, i va aconseguir de l'emperador que li aixequés l'aïllament i el deixés sortir del monestir. El Patriarca el va nomenar retòric, lector, i expositor de les escriptures, i el tractava amb molta bondat.
Quan Miquel VIII va voler buscar la unitat de les esglésies llatina i grega, fou un dels eclesiàstics consultats, i encara que va deixar entendre que hi estava d'acord, davant del sínode de Constantinoble es va manifestar en contra provocant la ira de l'emperador que hi era present. Es va refugiar en una capella de Santa Sofia, però va ser fet presoner. Holòbol fou desterrat al monestir de Hyacinthus a Nicea el 1273. Abans d'acabar el temps d'exili, el van fer retornar a Constantinoble i va ser passejat pels carrers i maltractat cruelment.
El 1283, poc després de la pujada al tron d'Andrònic II Paleòleg (1282) fill de Miquel VIII, va tornar al favor imperial, ja que Andrònic seguia una política oposada al seu pare amb relació a la unió de les esglésies. Va participar llavors al sínode de Constantinoble que va deposar Joan Vec (Joannes Veccus o Beccus, Joan XI Bekkos) el 1283 i va participar en les disputes amb el partit llatí. Després no torna a ser esmentat.
Va escriure:
- Versus Politici in Michaelem Palaeologum.
- Ἑρμηνεῖαι, Scholia in Aram Dosiadae.[1]